# Stuart Hall (nhà xã hội học)
Stuart Hall (sinh 1932 – 2014) là xã hội học và nghiên cứu văn hóa thuộc loại hàng đầu ở Anh. Ông là người sáng lập ra ngành Nghiên cứu/Lý luận văn hóa (Cultural Studies), ứng dụng rộng cho truyền thông, nghệ thuật và cả chính trị. Hall cũng là nhà Mác-xít tích cực tham gia phong trào Tân đảng Lao động Anh mà sau này đã đem lại chiến thắng cho đảng và thời kỳ nắm quyền của thủ tướng Tony Blair.
Sinh ra ở Jamaica, Hall chuyển sang Bristol năm 1951 rồi theo học trường Merton College thuộc Đại học Oxford. Cũng trong thập niên 1950, sau thời gian làm việc cho tạp chí Universities và Left Review, Hall cùng với nhóm học giả cánh tả lập ra tạp chí New Left Review để tìm lý luận mới sau sự kiện Liên Xô đem quân vào Hungary làm hàng ngàn đảng viên bỏ đảng cộng sản Anh. Ông cũng đồng thời chấp bút cho tạp chí The Popular Arts và công việc này đã giúp Hall được mời về sáng lập trung tâm nghiên cứu văn hóa đương đại ở Birmingham, nơi tạo ra uy tín và tầm ảnh hưởng cho học thuyết của ông trong ngành lý luận văn hóa, chính trị và truyền thông. Năm 1979 Stuart Hall chuyển về làm giáo sư ngành xã hội cho Open University. Ông về hưu năm 1997, sáp nhập hai quỹ bảo trợ nghệ thuật và hướng hoạt động vào việc khuyến khích văn hóa thiểu số, trong tình trạng bản thân bị suy thận phải điều trị liên tục.
Lý luận Mác-xít của Stuart Hall chịu ảnh hưởng mạnh từ Antonio Gramsci, người sáng lập Đảng cộng sản Ý. Ông cũng kết hợp phương pháp biện chứng của Mác với lý thuyết ngôn ngữ của Ferdinand de Saussure thành hệ thống nền tảng lý luận cho ngành phê bình ở Anh, ứng dụng rộng từ điện ảnh cho đến truyền thông. Stuart Hall được xếp vào nhóm những nhà lý luận Mác-xít đương đại, có tầm ảnh hưởng rộng như Eric Hobsbawm, Anthony Giddens, và Jurgen Habemas.